# Командування Повітряних сил США у Європі
Командування Повітряних сил США у Європі, також Повітряні сили США в Європі та Африці (англ. United States Air Forces in Europe – Air Forces Africa, USAFE-AFAFRICA) — одне з 10 головних командувань Повітряних сил США, повітряний компонент одночасно двох Об'єднаних Командувань Збройних сил США: Європейського та Африканського й є одним з двох американських повітряних командувань разом з Тихоокеанським командуванням Повітряних сил, що дислокуються поза межами континентальних Сполучених Штатів.
У листопаді 2020 році було оголошено, що армія AFRICOM об'єднається з армією EUCOM, щоб сформувати нове командування армії США Європою та Африкою. Відтепер це US Army Europe and Africa (USAREUR-AF). 
Очолив його командувач Сухопутними військами США в Європі генерал Крістофер Кавалі.

## Історія
Штаб-квартира USAFE-AFAFRICA розміщується на військовій базі Рамштайн у Німеччині. Командування Повітряних сил США у Європі є найстарішим з сучасних Головних командувань Повітряних сил, було активовано 1 лютого 1942 року на авіабазі Ленглі, штат Вірджинія, як штаб 8-ї повітряної армії. Згодом воно було перейменоване на Стратегічні повітряні сили США в Європі, а 7 серпня 1945 року стали Командуванням повітряних сил у Європі. Командування нараховує у своєму підпорядкуванні понад 35 000 персоналу, що перебуває на дійсній військові службі, в резерві та цивільних службовців.
Підрозділи Повітряних сил США, що підпорядковуються Командуванню в Європі, одночасно є складовою компонентою об'єднаних повітряних сил країн-НАТО та розміщені по всій Європі від Великої Британії до Туреччини. Командування ПС відповідальне за планування, управління, контроль, координацію дій та організацію взаємодії, а також всебічне забезпечення усіх повітряних та аерокосмічних операцій в Європі, частині Азії та всієї Африки, за винятком Єгипту, для досягнення визначених цілей США та НАТО, заснованих на завданнях двох командувачів Об'єднаних командувань.